# Bukarevac
Bukarevac (izvirno srbsko Букаревац) je naselje v Srbiji, ki upravno spada pod Občino Preševo; slednja pa je del Pčinjskega upravnega okraja.

## Demografija
V naselju, katerega izvirno (srbsko-cirilično) ime je Букаревац, živi 550 polnoletnih prebivalcev, pri čemer je njihova povprečna starost 28,2 let (27,0 pri moških in 29,5 pri ženskah). Naselje ima 195 gospodinjstev, pri čemer je povprečno število članov na gospodinjstvo 4,64.
Prebivalstvo je večinoma albansko, po popisu iz leta 2002.
|  |

| Demografija | Demografija     | Demografija     |
| Leto        | Št. prebivalcev | Št. prebivalcev |
| ----------- | --------------- | --------------- |
|             |                 |                 |
|             |                 |                 |
|             |                 |                 |
|             |                 |                 |
| 1948        | 457             |                 |
| 1953        | 526             |                 |
| 1961        | 597             |                 |
| 1971        | 679             |                 |
| 1981        | 672             |                 |
| 1991        | 630             | 619             |
| 2002        | 1062            | 905             |
|             |                 |                 |

| Etnična sestava po popisu iz leta 2002 | Etnična sestava po popisu iz leta 2002 | Etnična sestava po popisu iz leta 2002 | Etnična sestava po popisu iz leta 2002 | Etnična sestava po popisu iz leta 2002 |
| -------------------------------------- | -------------------------------------- | -------------------------------------- | -------------------------------------- | -------------------------------------- |
| Albanci                                | Albanci                                |                                        | 899                                    | 99,33%                                 |
| Neznano                                | Neznano                                |                                        | 6                                      | 0,66%                                  |